# A. Repsold & Söhne

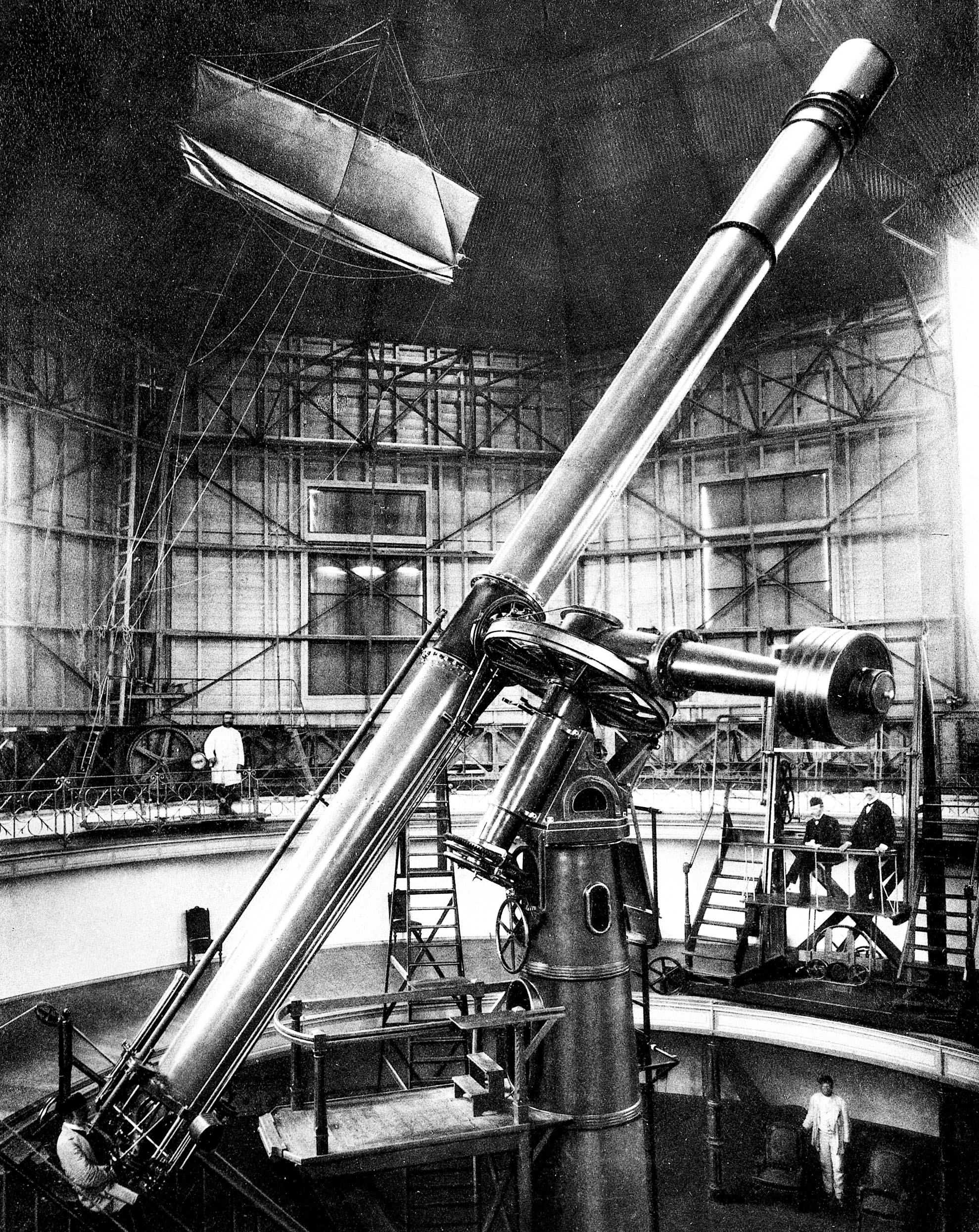
Der Große Refraktor (14 m Brennweite, 76 cm Öffnung) der Pulkowoer Sternwarte aus dem Jahr 1884

A. Repsold & Söhne war eine Firma zur Herstellung optischer Instrumente in Hamburg. Sie bestand unter verschiedenen Bezeichnungen zwischen 1799 und 1919.

## Geschichte
Johann Georg Repsold hatte 1799 in Hamburg eine kleine Manufaktur für astronomische und geodätische Instrumente und Werkzeuge gegründet. Hier arbeitete er in der Hauptsache als Konstrukteur. Indem er Mikroskope zum besseren Ablesen der Teilkreise an Teleskopen heranzog, konnte er die Genauigkeit des Meridiankreises sehr verbessern. Nach dem Tod Johann Georgs bei einem Brandeinsatz am 14. Januar 1830 übernahm Adolf Repsold zusammen mit seinem Bruder Georg den Betrieb seines Vaters. Die Firma nannte sich nun A. & G. Repsold. Mehr noch als der väterliche Betrieb verlegten sich die Brüder auf die Konstruktion und den Bau optischer, insbesondere astronomischer Instrumente. A. & G. Repsold unterhielt enge Geschäftsbeziehungen zu dem Optischen Institut in München, von dem man überwiegend mittlere und große Astro-Objektive, aber auch zahlreiche Okularlinsen und Plangläser bezog. Adolf Repsolds Sohn Johann Adolf Repsold, genannt Hans, übernahm es 1871 zusammen mit seinem Bruder Oscar und nannte es nun A. Repsold & Söhne. Der Bruder hielt sich in der Geschäftsführung weit zurück, Johann Adolf führte den ursprünglichen Familienbetrieb an die Weltspitze. Die Instrumente verkauften sich weltweit. Das größte Instrument war der 14-Meter-Refraktor für die Sternwarte in Pulkowo bei St. Petersburg. Da sich nach dem Tod Johann Adolf Repsolds keine Nachkommen fanden, die den Betrieb übernehmen wollten, endete 1919 die Existenz der Repsoldschen Werkstätten.
Johann Adolf Repsold war sehr stark an der astronomischen Geschichtsschreibung interessiert. Er veröffentlichte eine zweibändige Geschichte astronomischer Instrumente sowie eine ausführliche Familienchronik.